# WPA2 (AES)
O WPA2, ou também conhecido como padrão IEEE802.11i, foi uma substituição da 'Wi-fi Alliance' em 2004 à tecnologia WPA, pois embora fosse bem segura em relação ao padrão anterior WEP, a 'Wi-fi Alliance' teve a intenção de fazer um certificado para redes sem fio mais confiável e também necessitava continuar o investimento inicial realizado sobre o WPA.
O padrão 802.11i substitui formalmente o WEP e outras características de segurança do padrão original 802.11. Sendo assim, o WPA2 é uma certificação de produto disponibilizada pelo 'Wi-Fi Alliance', que certifica os equipamentos sem-fio compatíveis com o padrão 802.11i. Pode-se fazer uma analogia de que o WPA2 é o nome comercial padrão 802.11.i em redes sem-fio.
Este utilizava um protocolo denominado 'Advanced Encryption Standard (AES)', que é muito seguro e eficiente, mas possui a desvantagem de exigir bastante processamento. O seu uso foi recomendável para quem desejava alto grau de segurança, mas pode prejudicar o desempenho de equipamentos de redes não tão sofisticados (geralmente utilizados no ambiente doméstico). É necessário considerar também que equipamentos mais antigos podem não ser compatíveis com o WPA2, portanto, a sua utilização deve ser testada antes da implementação definitiva.
Em 16 de Outubro de 2017, foi divulgado um estudo que expôs uma falha no protocolo, deixando milhões de dispositivos vulneráveis.

## Objetivo
O principal objectivo do WPA2 é suportar as características adicionais de segurança do padrão 802.11i que não estão incluídas nos produtos que suportam WPA. Assim como o WPA, o WPA2 provê autenticação e criptografia, propondo a garantia de confidencialidade, autenticidade e integridade em redes sem-fio.
O WPA2 utiliza diversos padrões, protocolos e cifras que foram definidos dentro ou fora do desenho 802.11i, ou seja, alguns desses foram definidos dentro de seus próprios documentos e outros foram oficialmente criados dentro do documento 802.11i (EARLE, 2006). RADIUS, 802.1x, EAP. TKIP, AES (Advanced Encryption System, ) e RSN (Robust Security Network) são alguns exemplos de protocolos e padrões utilizados no WPA2. Oferece ambos os modos de operação Enterprise (Infra-estrutura) e Personal (Preshared Key). O WPA2 também suporta a mistura de dispositivos clientes, que utiliza WPA, WPA2 ou WEP e operam no mesmo ambiente.
O WPA2 utiliza o AES (Advanced Encryptation Standard) junto com o TKIP (Temporal Key Integrity Protocol) com chave de 256 bits, um método mais poderoso que o WPA que utilizava o TKIP com o RC4. O AES permite ser utilizada chave de 128, 192 e 256 bits, o padrão no WPA2 é 256 bits, sendo assim, uma ferramenta muito poderosa de criptografia. Utilizando o AES surgiu a necessidade de novo hardware para processamento criptográfico, devido a isso, os dispositivos WPA2 tem um co-processador para realizar os cálculos criptográficos (EARLE, 2006). 